# Mulegé

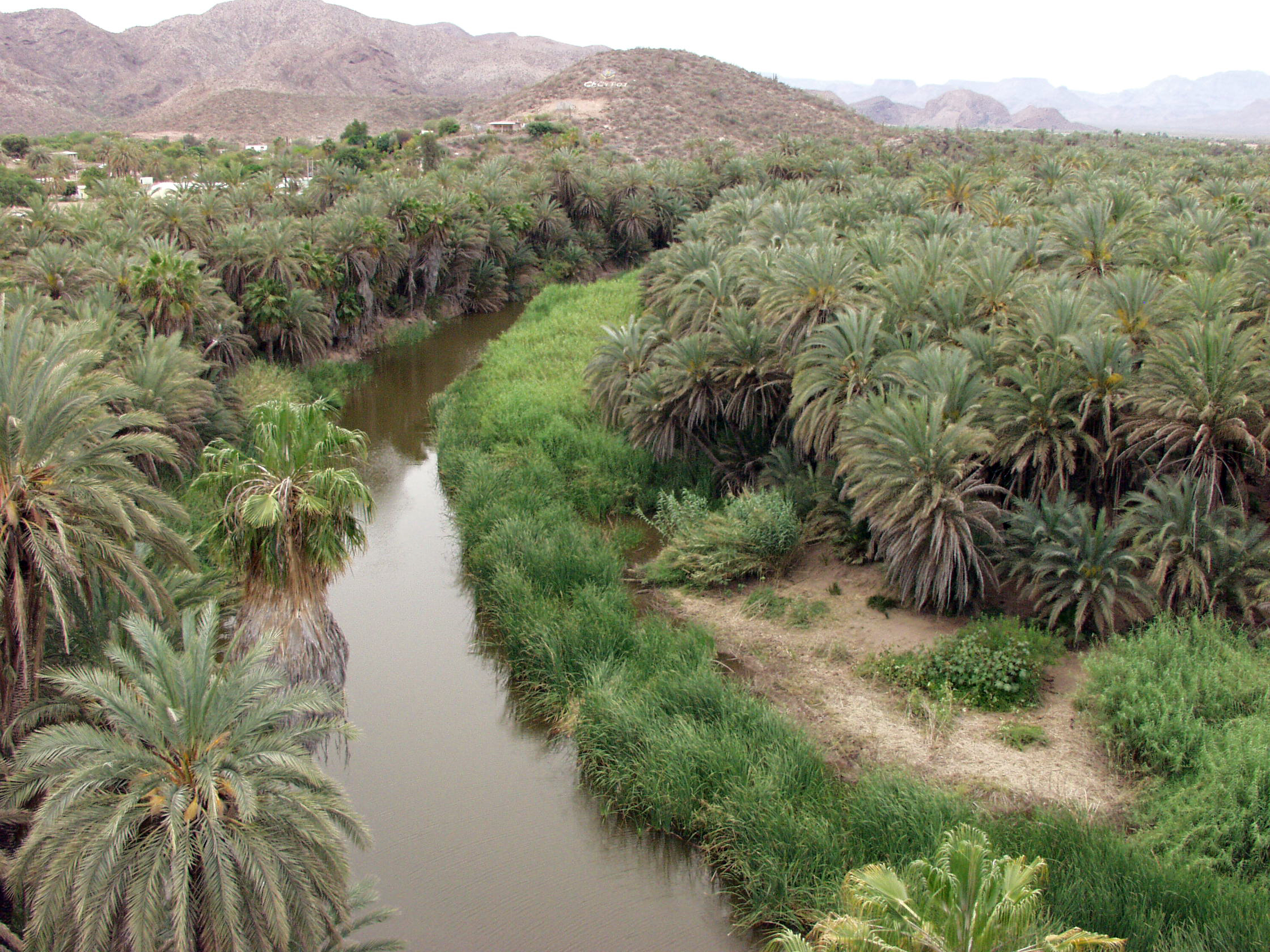
El oasis visto desde la Misión de Mulegé.

Heroica Mulegé o simplemente Mulegé es una localidad ubicada en la desembocadura del río Mulegé, en el municipio homónimo del estado mexicano de Baja California Sur. Según el último censo de 2020, tiene una población de 3,834 habitantes.
La localidad cuenta con comunidades numerosas y activas de ciudadanos estadounidenses, canadienses y alemanes, que la han elegido como lugar de descanso debido a su buen clima y población amigable. El gentilicio es "mulegino". Tiene el atributo de "Heroica", porque el 2 de octubre de 1847, se obtuvo el triunfo inesperado donde estuvo al frente Manuel Pineda Muñoz en la "Batalla de Mulegé" que aconteció en ese lugar durante la Guerra de Intervención de Estados Unidos a México.

## Distribución de población
| Comunidad               | Población INEGI 2010 |
| ----------------------- | -------------------- |
| Año Nuevo               | 23                   |
| Heroica Mulegé (Centro) | 3821                 |
| Playa Buenaventura      | 6                    |
| Playa el Requesón       | 2                    |
| Posada Concepción       | 4                    |
| Paya Santispac          | 5                    |
| Villas de Mulegé        | 9                    |
| Palapas el Burro        | 4                    |
| Ejido Mulegé            | 8                    |
| La Y                    | 7                    |
| Los Naranjos            | 9                    |
| Playa Los Naranjos      | 2                    |
| El Rebaje               | 49                   |
| El Ranchito             | 5                    |
| Total                   | 3954                 |

## Toponimia
Mulegé se deriva de las voces cochimíes "Carmaañc galexa", que significa "Barranca Grande de la Boca Blanca"; el pequeño poblado se encuentra a orillas del Golfo de California y fue descubierto por el padre jesuita Juan María de Salvatierra en 1701.

## Geografía
La desembocadura del río forma un oasis y un estero en donde se pueden encontrar palmas datileras, olivos y árboles frutales como el mango, guayabo, naranjo e higuera, los cuales ofrecen a los muleginos y al visitante la posibilidad de saborear deliciosos platillos de clima tropical en el desierto.

## Economía
Su economía se basa principalmente en el turismo y la pesca. Se trata de un destino muy visitado por ciudadanos retirados de los Estados Unidos por su tranquilidad, buen clima y playas.
En el pasado su actividad principal consistía en la pesca, ya que las corrientes frías del norte y las corrientes cálidas provenientes de sur del Océano Pacífico convergen en el área de Mulegé, en el Mar de Cortés atrayendo una gran variedad de peces. La pesca deportiva es una de las principales atracciones turísticas de Mulegé; se pueden encontrar unas 100 especies diferentes en las aguas del Mar de Cortés cercanas a Mulegé, entre ellas el Marlin, el peto (una especie de atún), y el pez vela.

## Turismo

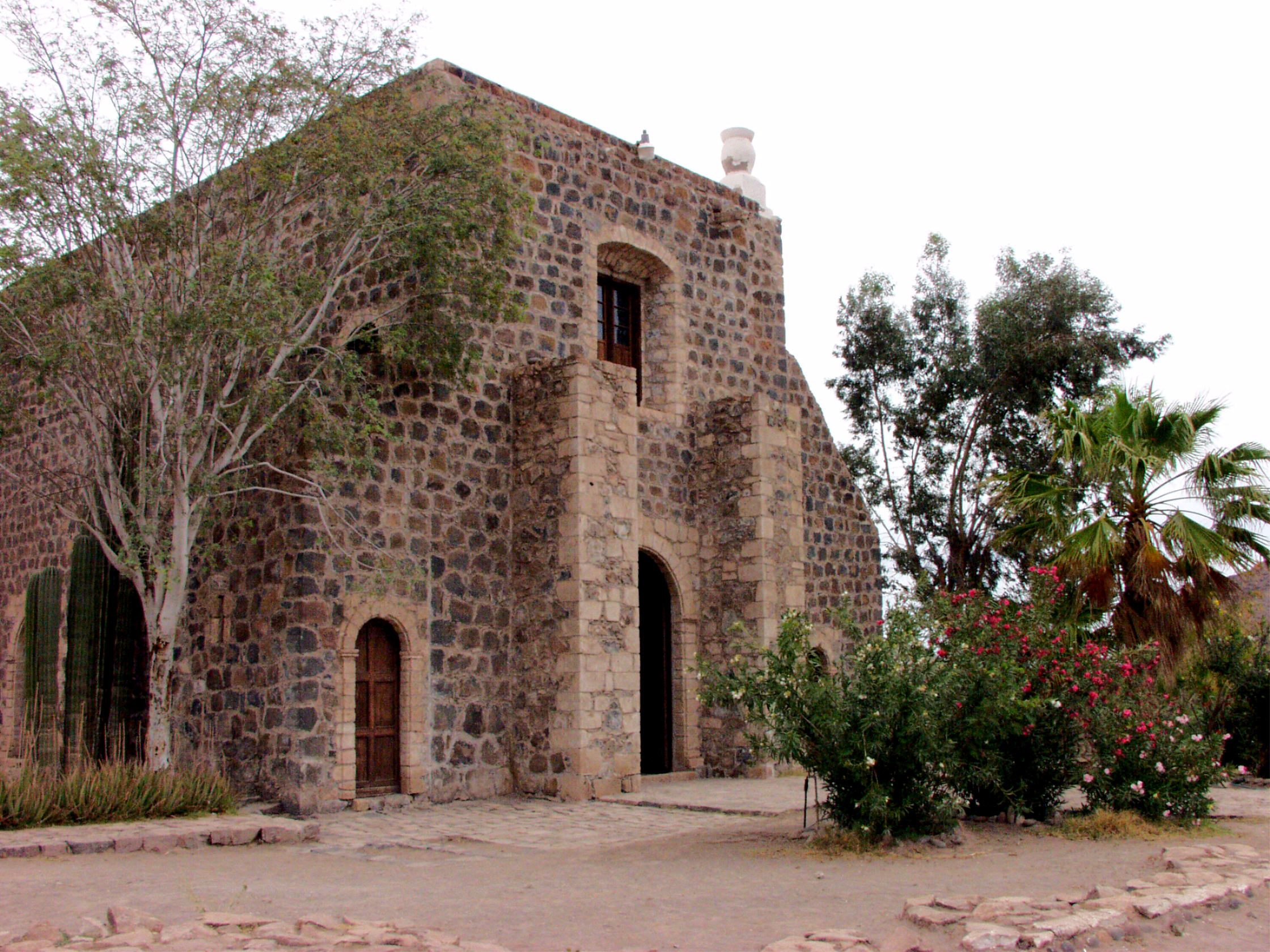
La misión de Mulegé.

Aunque el poblado es pequeño y tranquilo, sus alrededores prestan una gran variedad de actividades, se puede practicar el ciclismo de montaña, el buceo, y el kayak. Asimismo se pueden encontrar sitos de gran interés cultural como la Misión de Santa Rosalía de Mulegé, y diversos sitios con pinturas rupestres.
La misión de Santa Rosalía de Mulegé fue la tercera misión de Baja California Sur, y fue fundada en 1705 por Juan de Basaldúa, pero al jesuita Francisco Escalante, le tocó la mayor parte de su construcción en 1766. Está construida en piedra, la caracteriza su forma de “L” y la torre que se erige varios metros atrás de la fachada principal. Fue abandonada en 1828 por falta de población y ha sido restaurada en diferentes épocas, pero respetando su aspecto original; en el interior se conservan sin daño una estatua de Santa Rosalía y una campana, ambas del siglo XVIII.
Mulegé también cuenta con un museo regional, ubicado en una antigua cárcel; la cual es conocida como la única cárcel sin rejas que ha existido en Baja California Sur, llamada "Cananea". Este es un museo de historia y antropología en el que se exhiben piezas arqueológicas, fósiles, instrumentos de los antiguos pobladores y en general testimonios del pasado de la región.
Cuenta con varios hoteles y campos para casas rodantes, sus playas son unos de los destinos favoritos de la península para acampar.

## Transporte
Por tierra, Mulegé está comunicada por la Carretera (Federal) Transpeninsular 1, que corre desde Cabo San Lucas hasta Tijuana, la carretera fue construida en 1971, y antes de eso solo era accesible a través de avioneta y por una brecha tortuosa.